# Ulisse alla corte di Alcinoo
Ulisse alla corte di Alcinoo è un dipinto a olio su tela (350x580 cm) del pittore italiano Francesco Hayez, realizzato tra il 1814 e il 1816 e conservato al museo nazionale di Capodimonte, a Napoli.

## Storia
Il 17 marzo 1814, quando si trovava ancora a Firenze, Hayez ricevette una lettera di Giuseppe Zurlo, il ministro degli Interni di Napoli, il quale gli commissionò un quadro per Gioacchino Murat da collocarsi presso la reggia di Capodimonte. Il soggetto, le dimensioni e il prezzo del dipinto erano da determinarsi a discrezione di Leopoldo Cicognara, presidente dell'Accademia di Venezia e protettore del giovane Hayez, al quale venne accordato «un assegno di Cinquanta Scudi Romani al mese per un anno sul Budget del Ministero dell'Interno di Napoli in conto del prezzo da stabilirsi in fine del lavoro». Hayez, tuttavia, portò il quadro a compimento solo dopo il tramonto dell'era napoleonica e l'ascesa al trono di Napoli dei Borbone: Ferdinando IV, pur sospendendogli l'assegno mensile, accettò comunque di acquistare il dipinto che fu incamerato nelle collezioni reali del museo di Capodimonte, presso il quale è tuttora esposto.

## Descrizione
Il soggetto è esplicitamente desunto dall'Odissea di Omero. Hayez, infatti, sceglie di raffigurare Ulisse mentre è ospitalmente accolto nella reggia di Alcinoo, re dei Feaci. Sentendo cantare da un poeta le vicende della guerra di Troia, Ulisse si commuove e tra le lacrime rivela la sua identità cominciando così a narrare le sue disavventure. I Feaci, impietositi per le sue sventure, decidono di aiutarlo riportandolo in patria con i propri equipaggi. Il momento descritto dal pittore è proprio quello in cui Ulisse, commosso, si copre il volto con le sue stesse vesti sotto gli sguardi compassionevoli degli abitanti dell'isola.
Sia il soggetto della tela, tratto dal repertorio omerico, che la monumentalità architettonica dello sfondo (con i personaggi quasi messi in ombra dalle possenti colonne doriche scanalate) rivelano la meditata riflessione compiuta da Hayez sugli archetipi classici e neoclassici. Tra i riferimenti iconografici più significativi vanno menzionate le tele di Vincenzo Camuccini, la Stele funebre a Giovanni Volpato di Antonio Canova (per le figure sedute a sinistra), le incisioni di John Flaxman (per la complessa impostazione), la Scuola d'Atene di Raffaello (vi si ritrova una citazione quasi letterale nel ragazzo seduto sulla scala a destra) e le Storie di santa Cecilia di Domenichino.